# 5-ヒドロキシメチルシトシン
5-ヒドロキシメチルシトシン（5hmC）とは、DNAのピリミジン塩基の一つである。
シトシンのメチル化および水酸化により生成する。
シトシンのヒドロキシメチル基は遺伝子発現のon/offに関与するのでエピジェネティクスにおいて重要である。
1952年に初めてバクテリオファージから発見された
後、2009年にはヒトおよびマウスの脳や胚性幹細胞にも多量に含まれていることが発見された。
哺乳類では、Tetファミリーの酵素の一つであるTET1による5-メチルシトシン（5mC）の水酸化により生じる。

## 存在部位
すべての哺乳類の細胞は5hmCを含むが、その量は細胞の種類により大きく異なる。
最も多量に存在するのは中枢神経系である。
マウス海馬および小脳では5hmC含有量は加齢とともに増加することが示された。

## 機能
この塩基の機能は完全には解明されていないが、遺伝子発現またはDNAの脱メチル化（英: DNA demethylation）を調整していると考えられる。
この仮説は5hmCを含む人工DNAが哺乳類細胞への導入後に脱メチルヒドロキシル化されることからも支持される。
さらには、5hmCは始原生殖細胞において特に多く、広くDNAの脱メチル化に関与していると見られる。
加えて、5hmCが酸化されて生成する5-ホルミルシトシン（酸化的脱メチル化の中間体）が、胚性幹細胞のDNAから検出されているが、
マウス体細胞からはほとんど検出されなかった。
5hmCは中枢神経系で特に高濃度に検出され、重要な役割を果たしていると思われる。
5hmC濃度の低下は胚性幹細胞の自己複製能の低下に寄与していることが明らかになっている。
5hmCはまた細胞の分化過程で頻繁に再配置される動揺性のヌクレオソームに関連している。

## 歴史
5hmCは、2種の神経細胞の5-メチルシトシン（5mC）濃度を比較する過程で発見された。
5mCの代わりに大量に検出された未知の物質は、いくつかの定性試験の結果、5hmCと同定された。
これとは別に、Tetファミリー酵素は5mCを酸化するであろうことが予測されていた。
このことはin vitroならびにヒトおよびマウスの細胞内で実証された。
5hmCは1972年に哺乳類から検出されたと報告されたが、報告の信憑性は低いとされた。
しかしラットの脳および肝細胞から極めて高濃度の5hmCが検出され、それまでの哺乳類DNAに関する研究結果が全て覆された。
5hmCの発見により、重亜硫酸塩シークエンス技術を用いたDNAメチル化の研究に重要な問題が提起された。
5hmCは重亜硫酸塩コンバージョンにおいて前駆物質である5mCと同様の挙動を示すので、重亜硫酸塩シークエンスデータで検出された塩基が5hmCであるか5mCであるかを確認する必要があると思われる。